# 캐리어스
《캐리어스》(영어: Carriers)는 2009년 개봉한 미국의 종말물 공포 영화이다.

## 줄거리
정체불명의 바이러스로 오염된 세상.
호흡과 타액, 혈액으로 감염되는 치사율 100%의 바이러스가 삽시간에 퍼져 인류를 멸망 직전으로 몰아넣는다.
살아남은 대니(루 테일러 푸치 분)와 브라이언(크리스 파인 분), 보비(파이퍼 페러보 분)와 케이트(에밀리 밴캠프 분).
네 명의 일행은 바이러스를 피해 어렸을 적 부모님과 함께 즐거운 시간을 보냈던 해변가로 향하기로 하고, 살아남기 위해 규칙을 정한다.
규칙은 바이러스에 걸린 사람은 돕지 않고, 함께 다니지 않는 것.
그런 그들의 앞에 바이러스에 감염된 어린 소녀와 소녀의 아버지가 나타난다. 소녀의 아버지는 그들에게 치료약이 있는 마을까지만 데려가달라고 부탁하는데…

## 출연
- 루 테일러 푸치 - 대니 역
- 크리스 파인 - 브라이언 역
- 파이퍼 페러보 - 보비 역
- 에밀리 밴캠프 - 케이트 역
- 크리스토퍼 멀로니 - 프랭크 역
- 키어넌 십카 - 조디 역
- 마크 모지스 - 의사 역

## 기타 제작진
- 라인 제작: 마이클 R. 윌리엄스
- 협력 제작: 스테퍼니 아스피아주